# Capul (Filipinas)
Capul es un municipio filipino de quinta clase, perteneciente a la provincia de Sámar del Norte, en las Bisayas Orientales.

## Toponimia
El lugar se conoció primero como «Abac» y luego ya como «Capul».

## Historia
Hacia el año 1865, el lugar, por entonces perteneciente a la provincia de Sámar, tenía contabilizada una población de 3063 habitantes. Aparece descrito en el Estado geográfico, topográfico, estadístico, histórico-religioso, de la santa y apostólica provincia de S. Gregorio Magno (1865) de Félix de Huerta con las siguientes palabras:

CAPUL. Este pueblo, llamado antiguamente Abac, es uno de los mas antiguos, fundado por los PP. Jesuitas quienes lo administraron hasta el año de 1768, en cuya época pasó á nuestro cargo, no contando entonces mas que 300 tributos con 884 almas, incluso el pueblo de Calbayot que se hallaba como visita de este, y siendo asignado por primer cura franciscano el R. P. Fr. Joaquin Martinez. Se halla situado á los 12 ° 24' 38" latitud, en terreno llano sobre la costa E. de la isla del mismo nombre, cuya isla se deja ver en medio del estrecho de S. Bernardino, entre los 130° 23' 32" y los 130° 27' 25" de longitud oriental del meridiano de Cádiz y 12° 22' 4'" hasta 12° 29' 24" de latitud N. Esta isleta tendrá dos leguas de largo de N. á S. y como una de E. á O., siendo montuosa en su mayor parte. Confina por E. con la isla de Sámar, á cuya provincia pertenece y de la cual dista tres horas de navegacion por SE. con la isla de Dalupiri; por SO. con una porcion de isletas llamadas los Naranjos, pertenecientes al gobierno de Masbate, y por NO. con la tierra firme de la isla de Luzon, á tres horas de navegacion. Disfruta de un clima templado, saludable y perfectamente ventilado. Se surten de aguas de dos manantiales que brotan junto al pueblo, las cuales son de escelente calidad. El correo se recibe semanalmente por ser punto de tránsito para todas las Islas Visayas y de estas para la de Luzon. La Iglesia, con la advocion de S. Ignacio de Loyola, es de piedra, construida por los PP. Jesuitas y reparada, en 1781, por nuestro R. P. Fr. Mariano Valero, quien al mismo tiempo edificó la mas hermosa y sólida torre que existe en esta provincia de Sámar. Hay un tribunal do piedra, y una escuela de primera enseñanza, cuyo maestre se halla pagado por las cajas de Comunidad. Por escasez de religiosos se halla esta parroquia servida por el R. P. Cura del pueblo de Calbayot. El término de este pueblo comprende toda la isla de su nombre. En sus montes se hallan buenas maderas, especialmente de alintatao, que es el mejor que se conoce en su clase, y el ipil que generalmente alcanza hasta sesenta y dos piés de largo cada pieza. Tambien abunda el bejuco, diversidad de palmas, mucha cera y caza de volatería. Sus llanuras se hallan fertilizadas por multitud de arroyos, cuyas aguas utilizan para el riego. Sus costas abundan de carey, pero carecen de pescado por la fuerza de las corrientes del estrecho de S. Bernardino; y aunque al S. de la isleta hay buenos puertos, necesitan práctico para anclar en ellos y además solamente se hallan defendidos del viento N. El terreno cultivado produce bastante arroz, maiz y tabaco, con muchas raices alimenticias. Sus naturales se dedican á la agricultura y pesca, y las mugeres al tejido de guinaras, cuyos productos, con el sobrante de arroz, suelen esportar en medianas embarcaciones para la provincia de Albay.
(Huerta, 1865, pp. 294-295)

En 2020, tenía censados 12 323 habitantes.